# Кім Тон Мун
Кім Тон Мун  (кор. 김동문; нар. 22 вересня 1975, повіт Коксон, Південна провінція Чолла, Республіка Корея) — південнокорейський бадмінтоніст, олімпійський чемпіон.

## Спортивні досягнення
Чемпіон літніх Олімпійських ігор 1996 в Атланті в змішаному розряді з Кіль Йон'а (див. Бадмінтон на літніх Олімпійських іграх 1996) та літніх Олімпійських ігор 2004 в Афінах в чоловічому парному розряді з Ха Тхегвоном (див. Бадмінтон на літніх Олімпійських іграх 2004). Бронзовий призер літніх Олімпійських ігор 2000 в Сіднеї в чоловічому парному розряді з Ха Тхегвоном (див. Бадмінтон на літніх Олімпійських іграх 2000).
Чемпіон світу 1999 року у чоловічому парному розряді (з Ха Тхегвоном) і у змішаному парному розряді (з На Кьонмін). Чемпіон світу 2003 року в змішаному парному розряді (з На Кьонмін). Срібний призер чемпіонату світу 2001 в чоловічому (з Ха Тхегвоном) та змішаному (з На Кьонмін) парних розрядах. Бронзовий призер чемпіонату світу 1995 в чоловічому парному розряді (з Ю Йонсоном). 
31-разовий переможець турнірів Грані-Прі 2000-2004.